# Coruxo Fútbol Club
Maillots
Actualités
Le Coruxo Fútbol Club est un club de football espagnol créé en 1930 et basé dans le quartier éponyme faisant partie de la ville de Vigo. Le club évolue actuellement en Segunda Federación.

## Histoire
| \| Vigo \| Emplacement de Vigo, en Espagne. |
| Vigo                                        |

Le club participe une fois à la Coupe du Roi, lors de la saison 2007-2008, avec un match face au CF Badalona. Badalona remporte le match 4-2 après prolongation.
Le club évolue en Segunda División B (troisième niveau) depuis la saison 2010-2011.

## Saisons
| Saison    | Division              | Place |
| --------- | --------------------- | ----- |
| 1930-1958 | Divisions régionales  | —     |
| 1958-1959 | Preferente Autonómica | —     |
| 1959-1960 | Tercera División      | 10e   |
| 1960-1961 | Tercera División      | 13e   |
| 1961-1962 | Tercera División      | 11e   |
| 1962-1963 | Tercera División      | 13e   |
| 1963-1964 | Tercera División      | 14e   |
| 1964-1965 | Tercera División      | 9e    |
| 1965-1966 | Tercera División      | 13e   |
| 1966-1967 | Tercera División      | 15e   |
| 1967-1968 | Preferente Autonómica | —     |
| 1968-1983 | Divisions régionales  | —     |
| 1983-1984 | Preferente Autonómica | —     |
| 1984-1985 | Tercera División      | 14e   |
| 1985-1986 | Tercera División      | 9e    |
| 1986-1987 | Tercera División      | 20e   |
| 1987-1988 | Tercera División      | 9e    |
| 1988-1989 | Tercera División      | 16e   |
| 1989-1990 | Tercera División      | 18e   |
| 1990-1991 | Preferente Autonómica | —     |
| 1991-1992 | Tercera División      | 19e   |
| 1992-1993 | Preferente Autonómica | —     |
| 1993-1994 | Divisions régionales  | —     |
| 1994-1995 | Preferente Autonómica | —     |
| 1995-1996 | Tercera División      | 20e   |
| 1996-2004 | Preferente Autonómica | —     |
| 2003-2004 | Tercera División      | 9e    |
| 2004-2005 | Tercera División      | 4e    |
| 2005-2006 | Tercera División      | 5e    |
| 2006-2007 | Tercera División      | 2e    |
| 2007-2008 | Tercera División      | 4e    |
| 2008-2009 | Tercera División      | 7e    |
| 2009-2010 | Tercera División      | 4e    |
| 2010-2011 | Segunda División B    | 14e   |
| 2011-2012 | Segunda División B    | 11e   |
| 2012-2013 | Segunda División B    | 9e    |
| 2013-2014 | Segunda División B    | 15e   |
| 2014-2015 | Segunda División B    | 8e    |
| 2015-2016 | Segunda División B    | 14e   |
| 2016-2017 | Segunda División B    | 8e    |
| 2017-2018 | Segunda División B    | 16e   |

Bilan :
- 17 saisons en Tercera División puis Segunda División B (D3)[2]
- 18 saisons en Preferente Autonómica puis Tercera División (D4)[2]